# 2015年委內瑞拉議會選舉
2015年委內瑞拉議會選舉于2015年12月6日举行，反對黨成員曾推測委內瑞拉總統尼古拉斯·马杜罗可能會暫停選舉；但马杜罗表示即使執政黨處於不利情況下，選舉仍會舉行。
選舉結果顯示執政黨委内瑞拉统一社会主义党大敗，自1999年以來首次失去國民議會控制權。

## 選舉制度
自2000年開始，委内瑞拉全国代表大会全部167個席位採用并立制選出：113個分布於87個選區的議席使用多數制；51個分布於23個州及首都區的議席採用封閉式名單比例代表制、席次分配使用漢狄法；餘下3個議席預留給原住民，由其社區選出。

## 選舉結果
2015年12月7日午夜，委内瑞拉全国代表大会宣布反對黨民主團結圓桌會議在議會167席中至少取得99席，意味著反對黨已取得勝利；相反執政黨只獲得46席，選民投票率超過70%。
|                                 |                        |            |       |      |     |
| 政黨                            | 政黨                   | 票數       | %     | 議席 | +/– |
|                                 | 民主團結圓桌會議       | 7,707,422  | 56.3  | 112  | ▲48 |
|                                 | 委内瑞拉统一社会主义党 | 5,599,025  | 40.9  | 55   | ▼44 |
|                                 | 其他                   | 392,756    | 2.9   | -    | -   |
| 無效/白票                       | 無效/白票              | 686,119    | 4.7   | –    | –   |
| 合計                            | 合計                   | 14,385,322 | 74.17 | 167  | +2  |
| 登記選民/投票率                 | 登記選民/投票率        | 19,540,000 | 100   | –    | –   |
| 參考：CNE（页面存档备份，存于） |                        |            |       |      |     |

## 影響
這次選舉結果是反對黨17年來的首次選舉勝利，反對黨控制國會後，有可能在明年進行罷免公民投票。

## 備註
1. ↑  包括3席原住民議席。